# Cristocentrismo
O Cristocentrismo é um conceito fundamental dentro da teologia cristã e dentro do Cristianismo, que coloca a pessoa de Jesus Cristo como o centro e o foco principal de todas as crenças, ensinamentos e práticas da fé cristã. A palavra "cristocentrismo" deriva do grego "Christos", que significa Cristo, e "kentron", que significa centro. Assim, Cristocêntrico é um termo doutrinário do que é centrado em Jesus Cristo, a segunda pessoa da Trindade Cristã, em relação à Divindade / Deus Pai (teocêntrico) ou ao Espírito Santo (pneumocêntrico). As teologias cristocêntricas fazem de Cristo o tema central sobre o qual todas as outras posições/doutrinas teológicas são orientadas.

## Significado
O cristocentrismo desempenha um papel crucial na teologia cristã, pois enfatiza a importância e a supremacia de Jesus Cristo como o Filho de Deus e o Salvador da humanidade. Ele reconhece que Jesus é o único mediador entre Deus e os seres humanos, e que a salvação e a reconciliação com Deus são possíveis somente através dele. Além disso, o cristocentrismo destaca a encarnação de Jesus, sua morte sacrificial na cruz e sua ressurreição como eventos centrais para a fé cristã.
Na prática, o cristocentrismo se manifesta de várias maneiras dentro da vida cristã. Na adoração, por exemplo, os cristãos colocam Jesus Cristo como o objeto principal de sua devoção e louvor. Na pregação, o cristocentrismo implica que a mensagem central seja baseada nos ensinamentos e na pessoa de Jesus. Além disso, o cristocentrismo influencia a forma como os cristãos vivem suas vidas diárias, buscando imitar o caráter de Cristo e seguir seus ensinamentos em todas as áreas da existência.
O cristocentrismo vai além de uma mera ideia teológica e tem um significado profundo na vida cristã. Ele lembra constantemente da centralidade de Jesus Cristo na fé e convida a uma relação pessoal e íntima com Ele. O cristocentrismo desafia a colocar Jesus em primeiro lugar na vida, a buscar fazer Sua vontade e a viver de acordo com Seus ensinamentos. 

## Tradições

### Agostinismo
Certas tradições teológicas dentro da Igreja Cristã podem ser descritas como mais fortemente cristocêntricas. Notavelmente, os ensinamentos de Agostinho de Hipona e de Paulo de Tarso, que foram muito influentes no Ocidente, colocam grande ênfase na pessoa de Jesus no processo de salvação.
Por exemplo, na teologia da Reforma, a tradição luterana é vista como em concordância mais teologicamente cristocêntrica, pois coloca a sua doutrina da justificação pela graça, que é principalmente uma doutrina cristológica, no centro do seu pensamento. Enquanto isso, a tradição calvinista é vista como em conformidade mais teologicamente teocêntrica, pois coloca sua doutrina da soberania de Deus ("o Pai") no centro.

### João Duns Escoto
Escoto é famoso por sua crença na Primazia Absoluta de Cristo, segundo a qual Cristo teria encarnado mesmo que a Queda nunca tivesse ocorrido. Escoto escreve "que Deus predestinou esta alma [de Cristo] para uma glória tão grande não parece ser apenas por causa da [redenção], uma vez que a redenção ou a glória da alma a ser redimida não é comparável à glória da alma de Cristo". Nem é provável que o maior bem na criação seja algo que foi meramente ocasionado apenas por causa de algum bem menor; nem é provável que Ele tenha predestinado Adão para tal bem antes de predestinar Cristo; e ainda assim isso aconteceria [se a Encarnação ocasionado pelo pecado de Adão]. Na verdade, se a predestinação da alma de Cristo tivesse o único propósito de redimir outros, algo ainda mais absurdo se seguiria, a saber, que ao predestinar Adão para a glória, Ele o teria previsto como tendo caído em pecado. antes de predestinar Cristo para a glória”. Como tal, a teologia de Escoto baseia-se na afirmação de que a Criação existe por causa de Cristo, independentemente de qualquer indivíduo escolher pecar.

### João Paulo II
O magistério de João Paulo II foi chamado de cristocêntrico pelos teólogos católicos. Ele ensinou ainda que as devoções marianas do Rosário eram de fato cristocêntricas porque traziam os fiéis a Jesus através de Maria.

## Hermenêutica bíblica
O princípio cristocêntrico também é comumente usado para a hermenêutica bíblica.

## Inter-religioso e ecumenismo
Cristocentrismo é também um nome dado a uma abordagem particular no diálogo inter-religioso e ecumênico. Ensina que o Cristianismo é absolutamente verdadeiro, mas os elementos da verdade em outras religiões estão sempre relacionados com a plenitude da verdade encontrada no Cristianismo. Pensa-se que o Espírito Santo permite o diálogo inter-religioso e influencia os não-crentes na sua jornada para Cristo. Esta visão é defendida nomeadamente pela Igreja Católica nas declarações Nostra aetate, Unitatis Redintegratio e Dominus Iesus.